# Francisco Javier Mina, Chiapas
Francisco Javier Mina är en ort i Mexiko.   Den ligger i kommunen Ixtapa och delstaten Chiapas, i den sydöstra delen av landet, 700 km öster om huvudstaden Mexico City. Francisco Javier Mina ligger 1 253 meter över havet och antalet invånare är 553.
Terrängen runt Francisco Javier Mina är kuperad åt sydväst, men åt nordost är den bergig. Runt Francisco Javier Mina är det ganska tätbefolkat, med 111 invånare per kvadratkilometer. Närmaste större samhälle är Chiapa de Corzo, 19,9 km sydväst om Francisco Javier Mina. I omgivningarna runt Francisco Javier Mina växer huvudsakligen savannskog.